# Johannes Malsius
Johannes Malsius (* um 1545 in Schmalkalden; † 1594 wahrscheinlich in Herrenbreitungen) war ein deutscher lutherischer, später des Calvinismus bezichtigter Geistlicher, Hofprediger in Wolfenbüttel und theologischer Autor.

## Leben
Johannes Malsius immatrikulierte sich 1562 als Theologiestudent in Wittenberg. Um 1575 berief ihn Herzog Julius von Braunschweig-Wolfenbüttel zu seinem Hofprediger und Beichtvater. Malsius unterstützte den Herzog im Konflikt um die Amtseinführung von dessen Sohn als Fürstbischof von Halberstadt 1578/79.
In der theologisch aufgeladenen Atmosphäre der Jahre um die Entstehung und Durchsetzung der orthodox-lutherischen Konkordienformel wurde er 1582 von Tilemann Hesshus des Kryptocalvinismus beschuldigt. Herzog Julius versuchte ihn zu eindeutig „orthodoxen“ Positionen zu bewegen, und mehrere Hofleute und Juristen setzten sich für ihn ein. Da der Herzog selbst aber nach seiner Abwendung von der Konkordienformel um seinen Ruf als Säule des unverfälschten Luthertums fürchten musste, enthob er Malsius 1584 seines Amtes, nahm ihn drei Jahre lang in Haft und ließ ihn 1587 mit einer finanziellen Beihilfe ziehen. Malsius kehrte zunächst in seine Heimatstadt Schmalkalden zurück und wurde noch 1588 von Landgraf Wilhelm von Hessen als Pfarrer in Herrenbreitungen angestellt.
Malsius veröffentlichte u. a. eine Postille mit niederdeutschen Predigten aus seiner Wolfenbütteler Zeit.